# Рогір ван дер Вейден
Рогір ван дер Вейден (нід. Rogier van der Weyden, справжнє ім'я Роже де ла Пастюр (нід. Roger de la Pasture) 1399/1400, Турне — 18 червня, 1464, Брюссель) — відомий нідерландський художник першої половини XV століття, французького походження. Малював портрети, релігійні образи, завдяки яким і увійшов до історії мистецтва.

## Біографія

### Ремісниче походження
Походить з родини різьбяра по дереву. В різних джерелах подаються різні факти. Батько Анрі де ла Пастюр мав майстерню, де виготовляли ножі. Скоріше за все аби вижити, брались за різні роботи, що і відбилось у плутанині. Прізвище «Пастюр» французьке, в перекладі «пасовисько». Зміст буде збережений і в нідерландському  прізвищі «Вейден», котре він узяв пізніше.
Точних відомостей про ранні роки і навчання не збережено, хоча твори доводять, що добре опанував богословські науки і, можливо, навчався в університеті. З 1426 року його називали у документах «майстер Роже», що свідчить про досягнутий значний соціальний щабель особи. Відсутність точних свідоцтв про навчання породила припущення, що він як художник почав у 26–27 років.

### Одруження та зміна імені

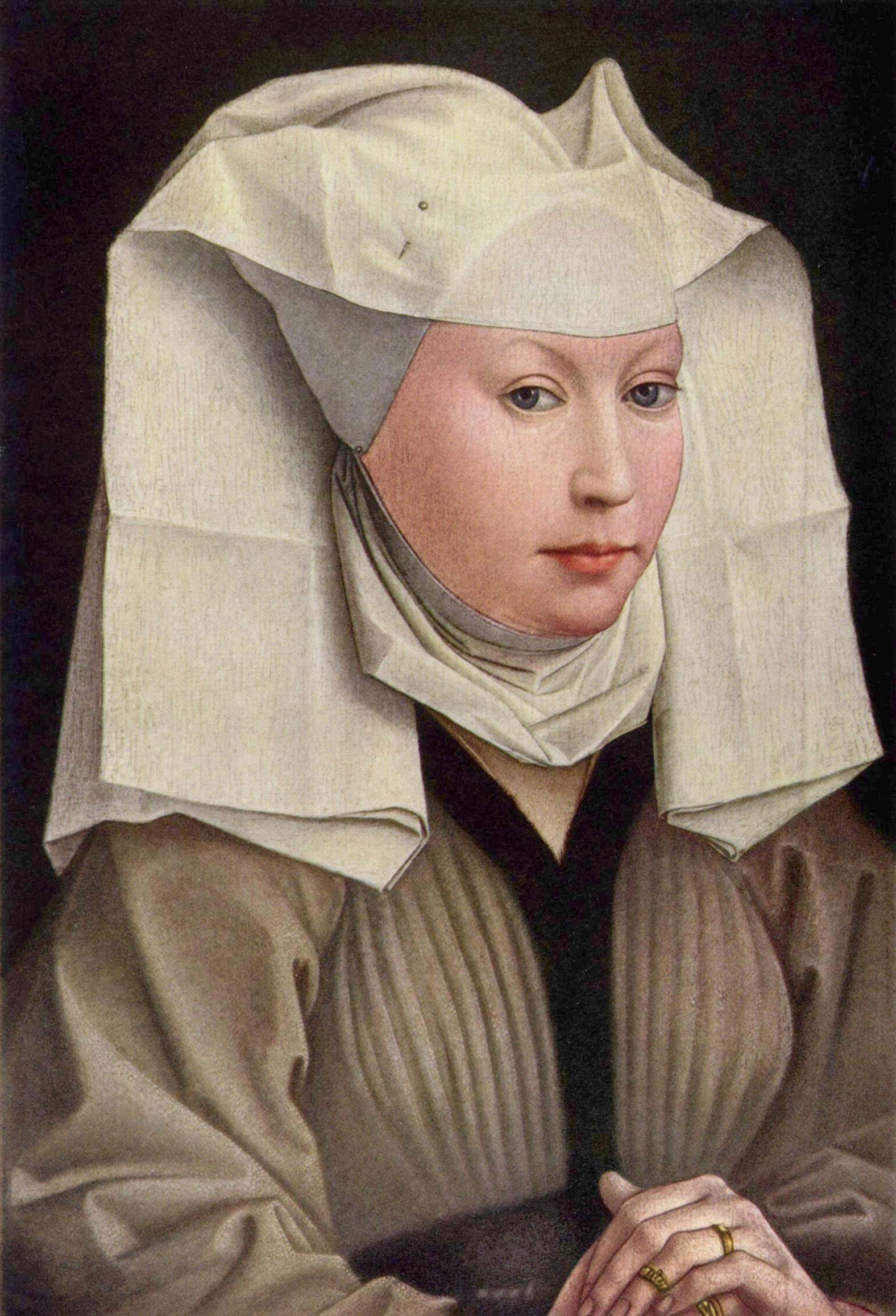
Рогір ван дер Вейден. «Жіночий портрет», Берлін

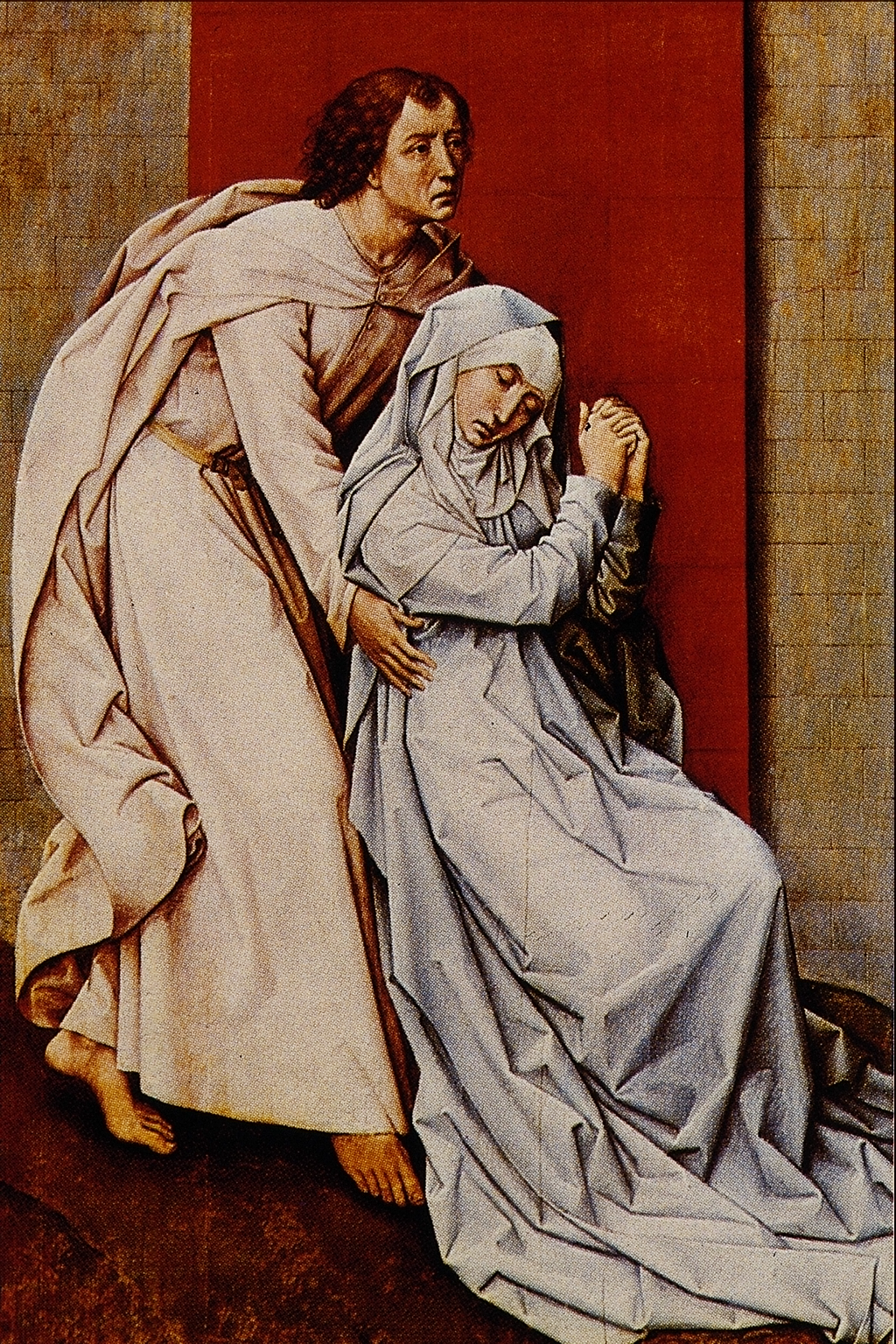
Рогір ван дер Вейден, Св. Іван та Богородиця перед розп'яттям, ліва частина релігійного образу-диптиха з Розп'яттям, Музей мистецтв Філадельфії, США.

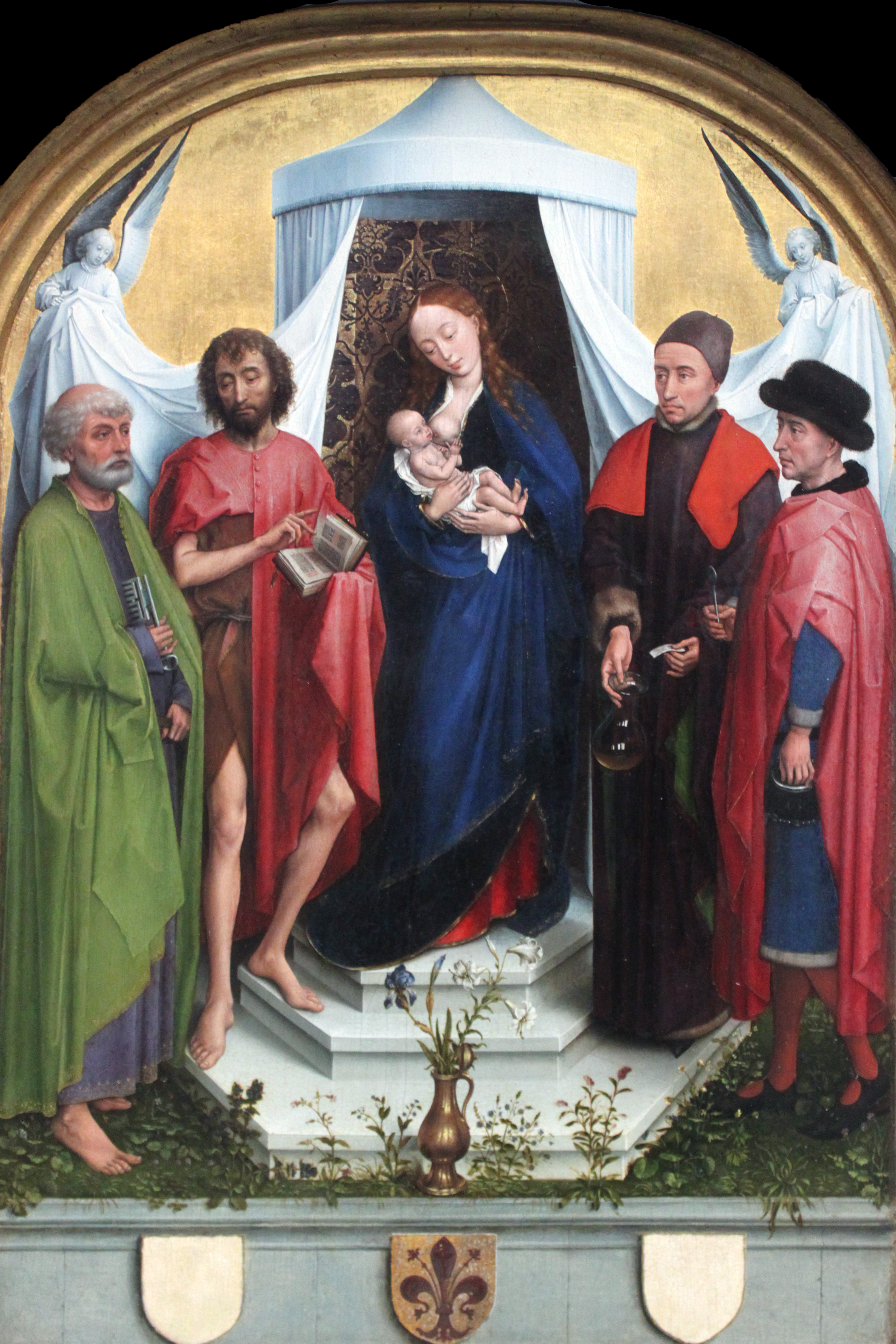
Рогір ван дер Вейден. Свята бесіда або «Мадонна Медічі», 1457 р, Штеделівський художній інститут, Франкфурт-на-Майні, Німеччина.

Французьке ім'я Роже де ла Пастюр змінив на нідерландське Рогір ван дер Вейден, під яким і увійшов в історію. З датою одруження знову плутанина (за іншими даними одружився 1426 року.) Здається, дата 1426 р. більш правдива, бо 1426 року помер його батько. Молодик отримав батьківський спадок і міг одружитися на власний розсуд, не рахуючись з батьківською волею.
У 1435 р. (?) узяв шлюб з жінкою з міста Брюссель Елізабет Гоффард, де й оселився. Елізабет — донька заможного володаря майстерні взуття, тому Роже отримав за дружиною непоганий посаг. В родині було четверо дітей : Корнеліс, Маргарита, Пітер, Ян. Донька Маргарита рано померла. Один із синів стане ченцем ( Корнеліс ), Пітер став художником, Ян обрав фах ювеліра.
Став членом гільдії художників міста Брюссель, отримав славу як талановитий майстер та збагатився. Серед його замовників та заможних покровителів — місцеві та італійські купці, аристократи, придворні герцога Филипа Доброго. З джерел відомо, що працював за замовленнями монастирів та міського магістрату — розписи в ратуші (не збереглися).

### Роже та Робер Кампен
Серед вчителів називають художника на ім'я Робер Кампен, найзначніший з майстрів, що теж працював в місті Турне. Ранні твори обох майстрів мають значні спільні риси, що надзвичайно заплутує атрибуції. До того ж, за середньовічною вимогою, обидва не ставили підписів на своїх творах.
Робер Кампен, одружений на той час, мав позашлюбний зв'язок з якоюсь жінкою. Про це зробили донос і майстра покарали судом, як церковне покарання — один рік каятя і відвідин святих місць. Майстер зачинив майстерню і відбув у паломництво. Покарання голови майстерні не могло пройти непоміченим повз уяву Рогіра і вплинуло на його досить обережну поведінку. Про нього не збережено жодної згадки про штраф, суд або примусове паломництво як церковне покарання.

### Італійська подорож
Рогір ван дер Вейден серед тих, хто здійснив у 1450 р. прощу до Італії, тоді вже відомої своїми художниками з Флоренції та Риму. П'ятидесятирічний  на той час художник прибув туди як паломник, а не учень, хоча вивчати роботи і знахідки інших художників він не припиняв.
Про митця з Нідерландів залишив схвальний відгук Микола Кузанський. Сам Рогір більше цікавився італійськими майстрами консервативного напрямку, серед яких — Фра Анжеліко, Джентілє да Фабріано. І сам Рогір, і майстри його оточення в Нідерландах довго ще перебували в полоні настанов пізньої європейської готики. Найсміливішим як художник та здатним суперничати з майстрами Італії, Рогір ван дер Вейден був у портретному жанрі. Серед його італійських замовників - аристократ Франческо д'Єсте.

### Останні роки
Останні роки майстра пройшли в Брюсселі, де той мав майстерню і учнів.
Поховання художника відбулося в церкві св. Гудули в місті Брюссель.
Його послідовником або учнем вважають і художника на ім'я Ганс Мемлінг, хоча обдарування останнього менш героїчне за характером. Твори Рогіра ван дер Вейдена ще за життя вважали зразками і часто копіювали. Впливи його образів відчутні в творах художників тогочасної Франції, Німеччини, Іспанії.

### Посмертна слава
Наприкінці XV та на початку XVI століття майстри Італії досягли усіх можливих вершин в мистецтві, що спричинило зневажливе ставлення до представників пізньої готичної манери.
Уславленого нідерландського майстра забули до XX століття. Але художні авторитети у 20 столітті були переглянуті і змінені. Серед призабутих майстрів поряд з Мікеланджело, Джорджоне, Тиціаном, Веронезе опинились і Рогір ван дер Вейден, і Сандро Боттічеллі, і Андреа дель Кастаньйо.

### Творчий спадок художника
Як для майстра, що жив і працював в 1-й половині XV століття, до XX століття збереглося багато творів художника, значно більше, ніж від сучасників Робера Кампена, Яна ван Ейка, Грюневальда тощо. Наявність навіть однієї картини Рогіра ван дер Вейдена значно підвищує мистецьку вартість кожної національної музейної збірки, не кажучи вже про портрети його пензля. Останні - вважають найкращими зразками портретів XV століття. 

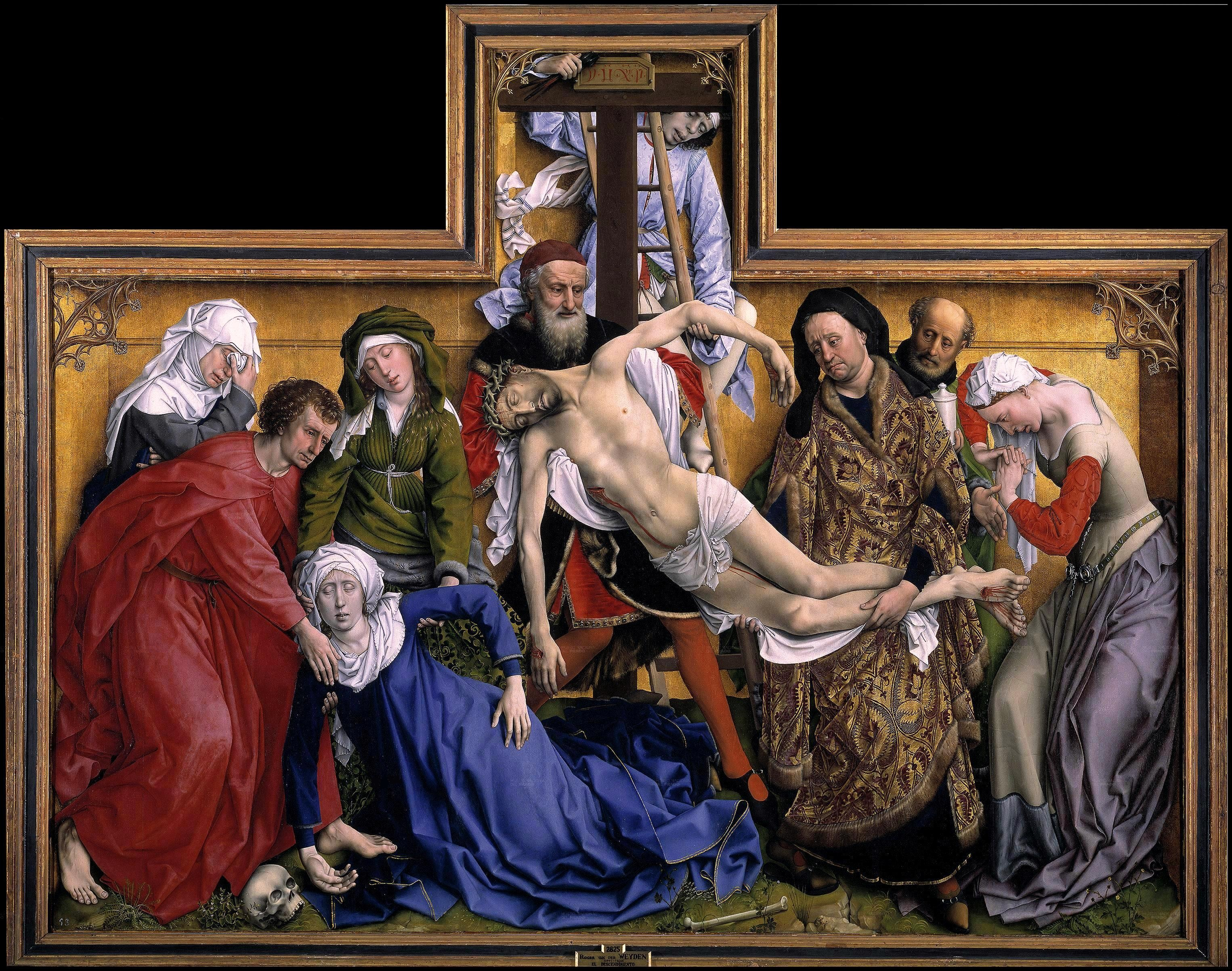
Ісуса знімають з хреста (Рогір), Національний музей Прадо, Мадрид

### Найвідоміші твори

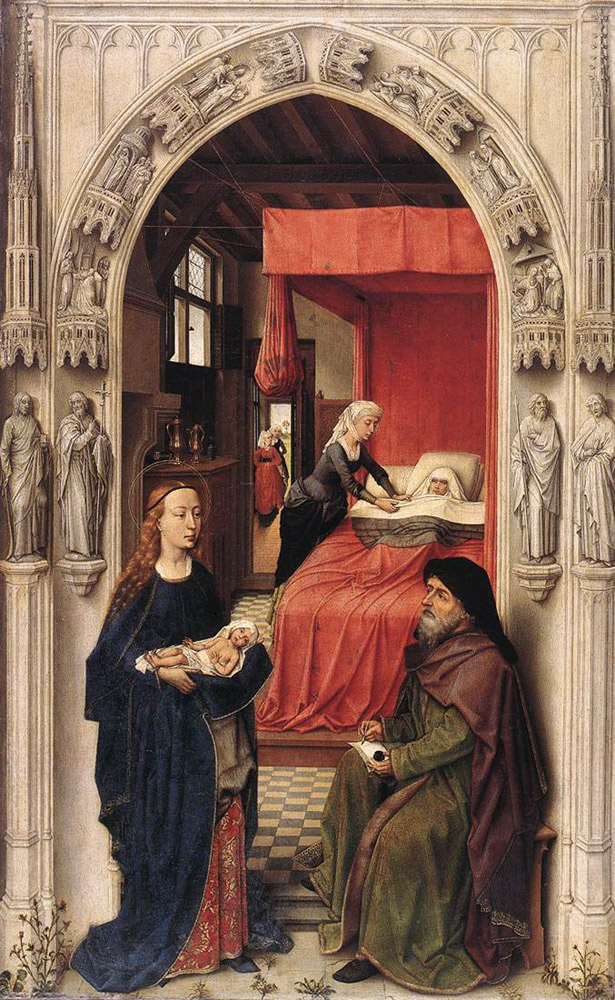
«Різдво Івана Хрестителя», Берлін
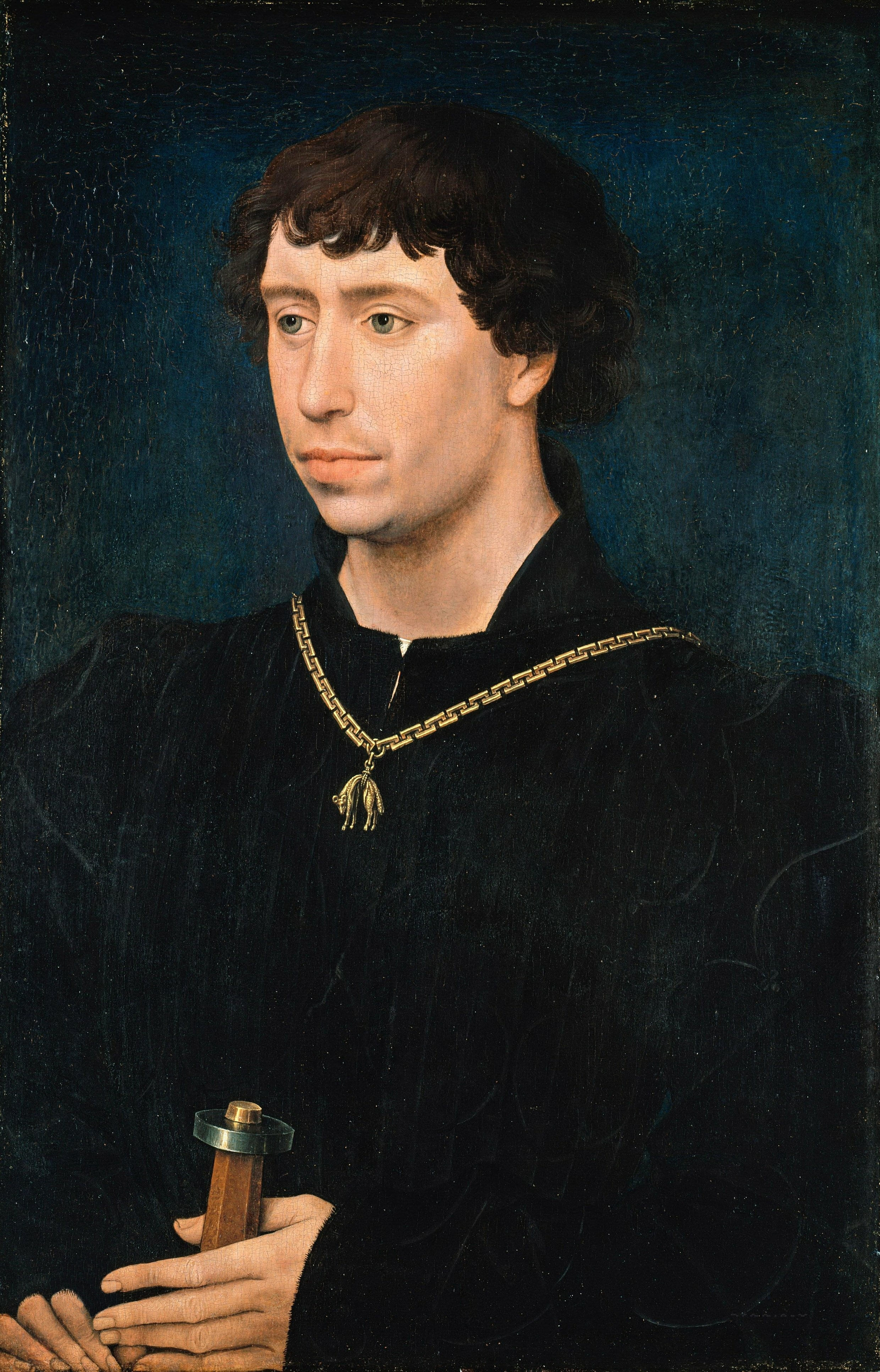
«Герцог Карл Сміливий», Берлінська картинна галерея

- Благовіщення, Лувр, Париж

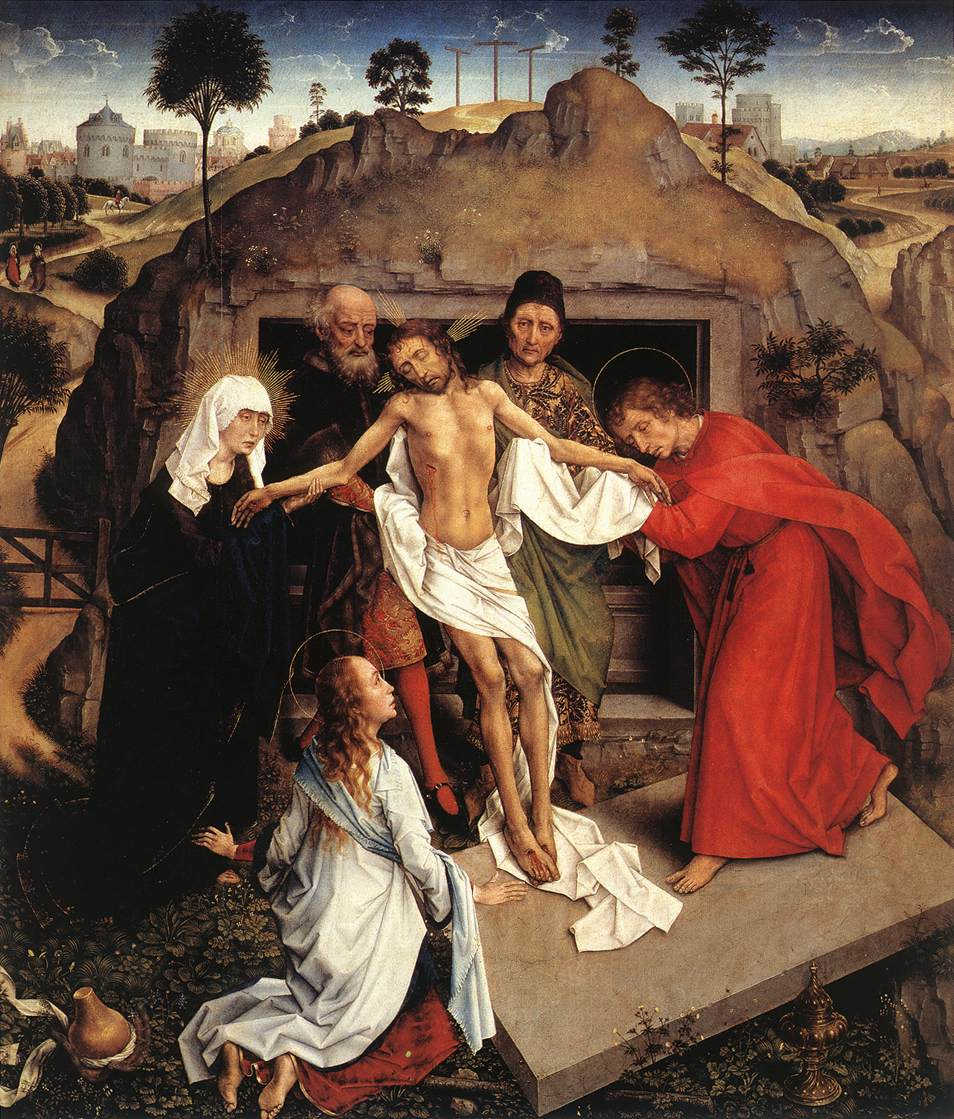
Рогір ван дер Вейден. «Поховання Христа», 1450 р. Галерея Уффіці, Флоренція

- Євангеліст Лука малює Мадонну, Бостон, США (варіант або авторська копія - Ермітаж, Петербург)
- Ісуса знімають з хреста, Прадо, Мадрид
- Зустріч Марії і Єлизавети, Музей образотворчих мистецтв, Лейпциг
- Жіночий портрет, Вашингтон, США
- Поклоніння волхвів,
- Сант Іво, Нац. галерея, Лондон
- Ізабелла Португальська, музей Гетті, Малібу
- герцог Філіп Добрий
- П'єта ( Оплакування Христа)
- герцог Карл Сміливий
- Жіночий портрет, Берлін

### Релігійні твори

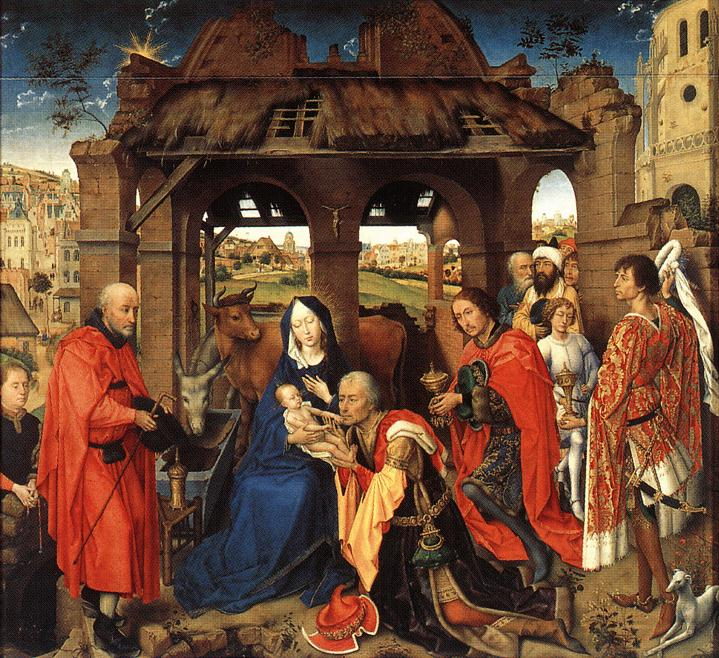
Рогір ван дер Вейден. «Поклоніння волхвів», Стара пінакотека, Мюнхен.
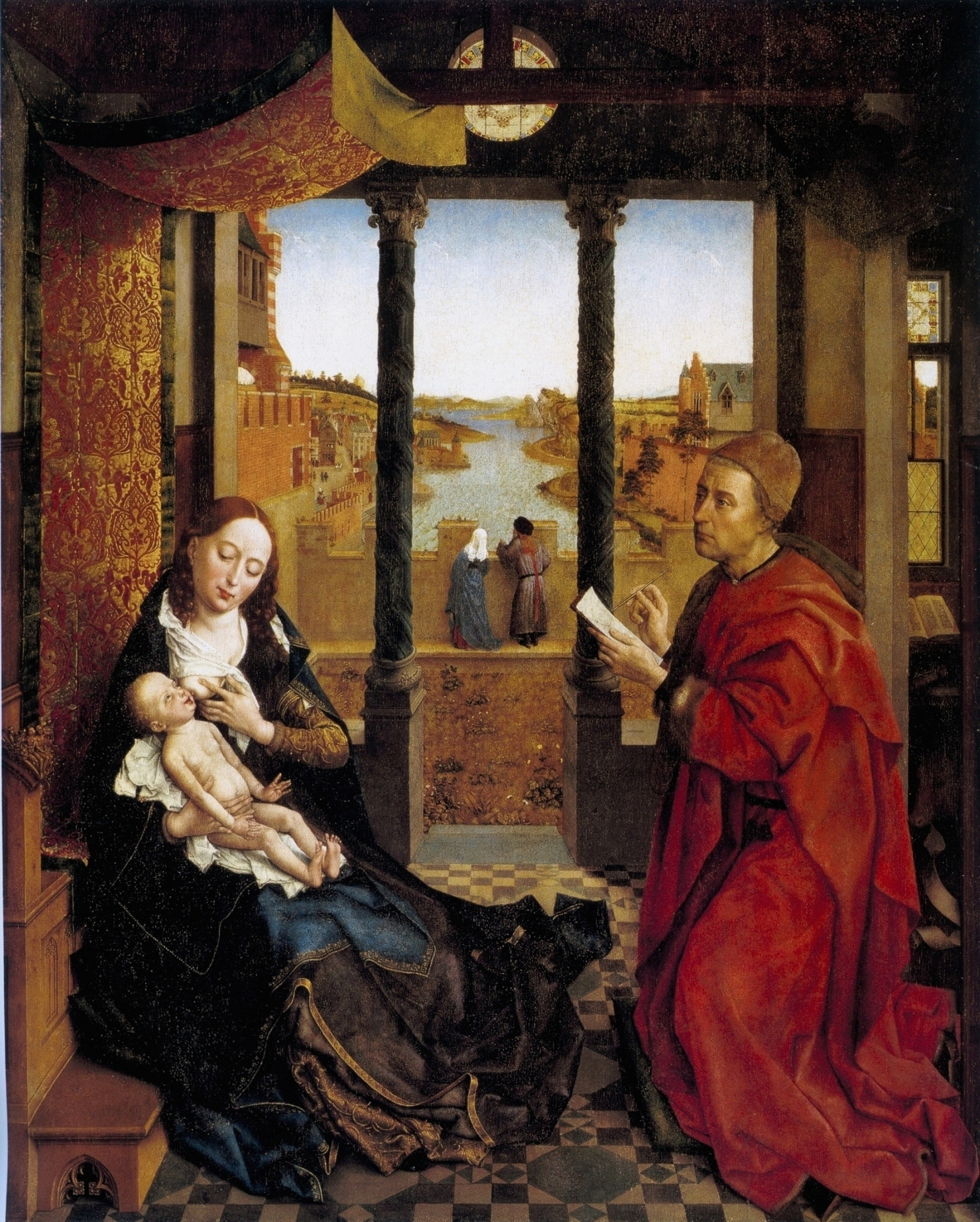
Рогір ван дер Вейден. «Євангеліст Лука малює Мадонну», бл. 1440 р.,  Бостонський музей образотворчих мистецтв
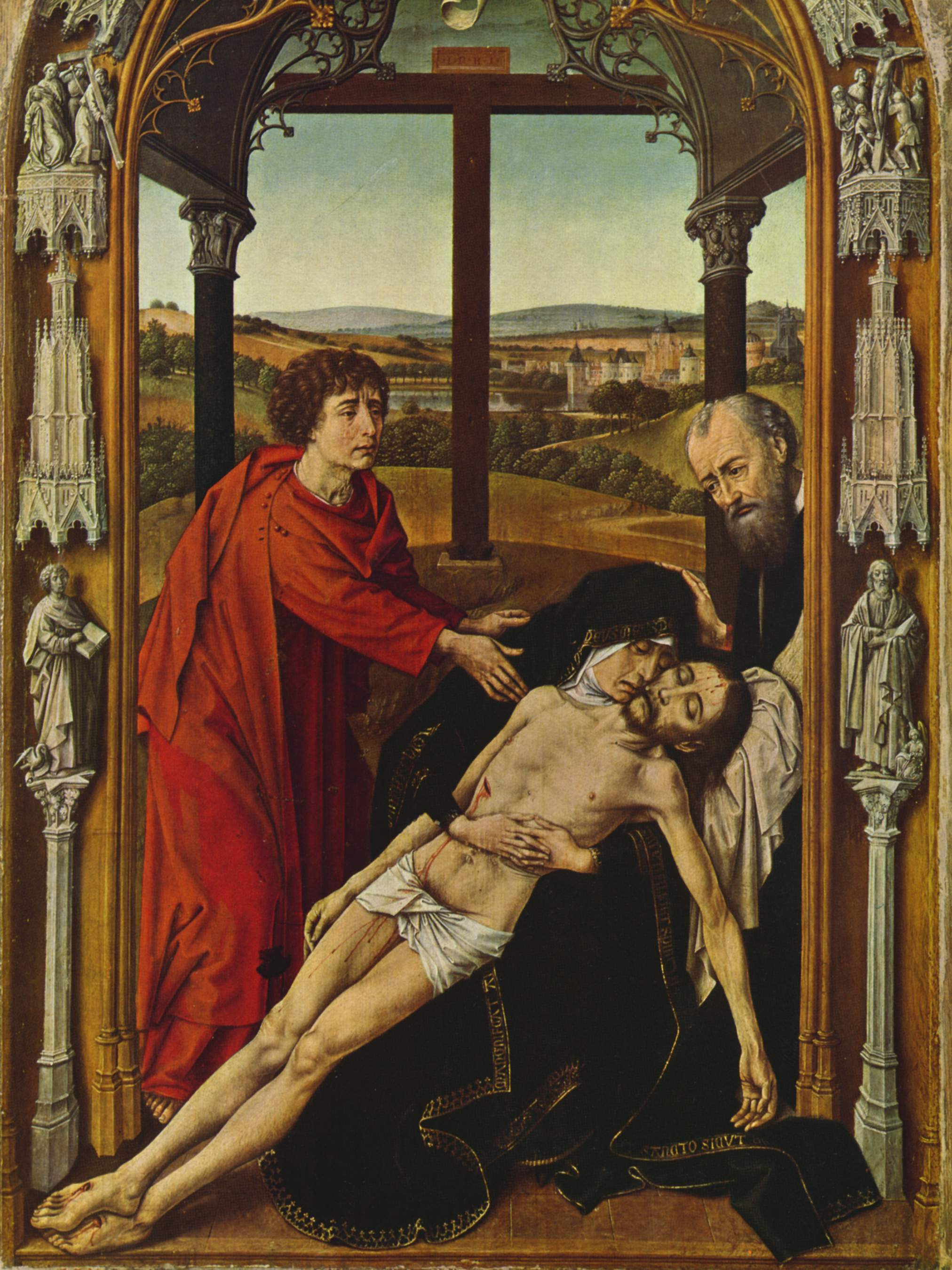
Рогір ван дер Вейден. «Оплакування Христа», Королівська каплиця. Гранада, Іспанія.
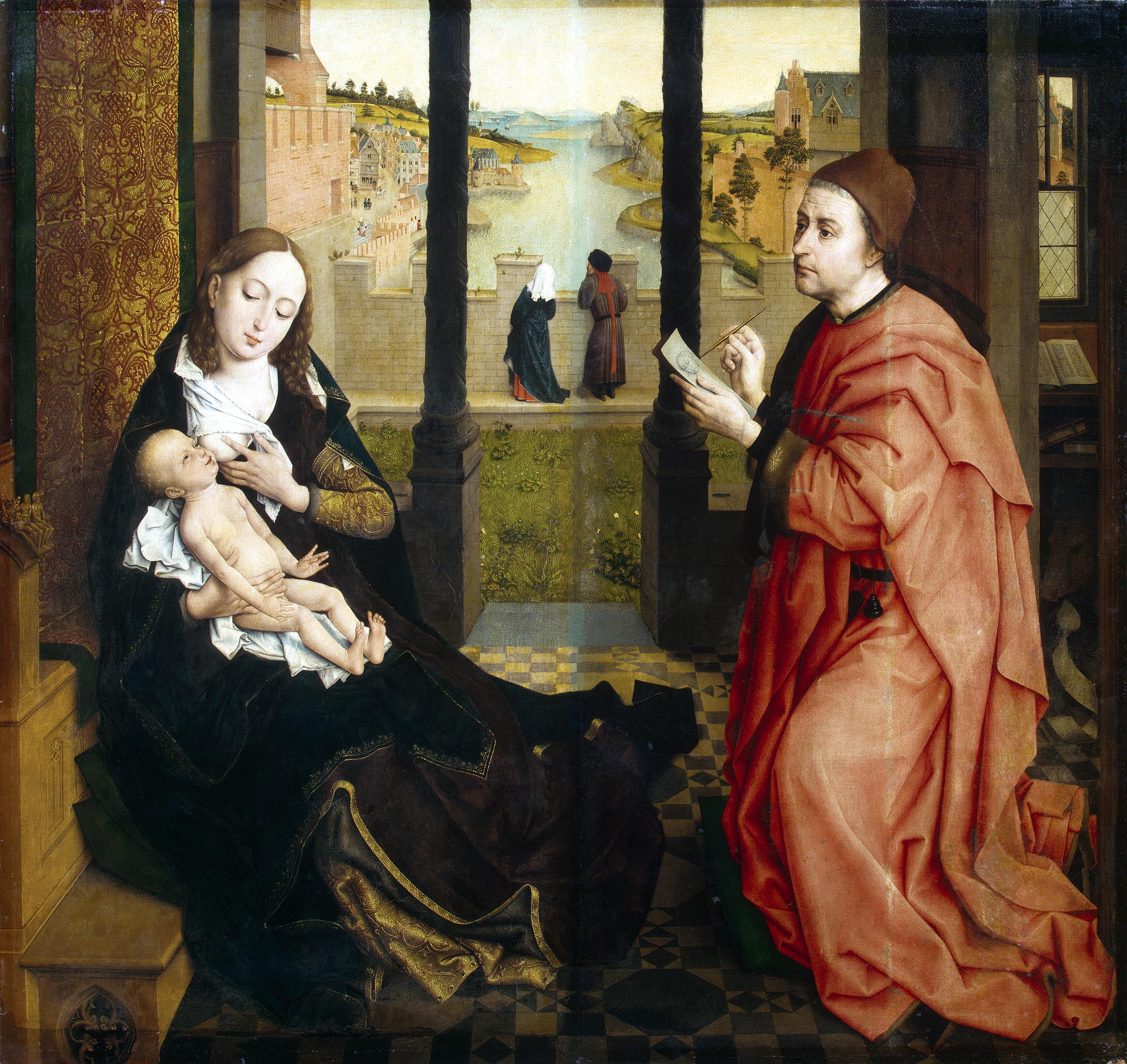
Рогір ван дер Вейден. «Святий Лука малює Богородицю (Рогір)», Ермітаж, Санкт-Петербург

## Малюнки Рогіра ван дер Вейдена

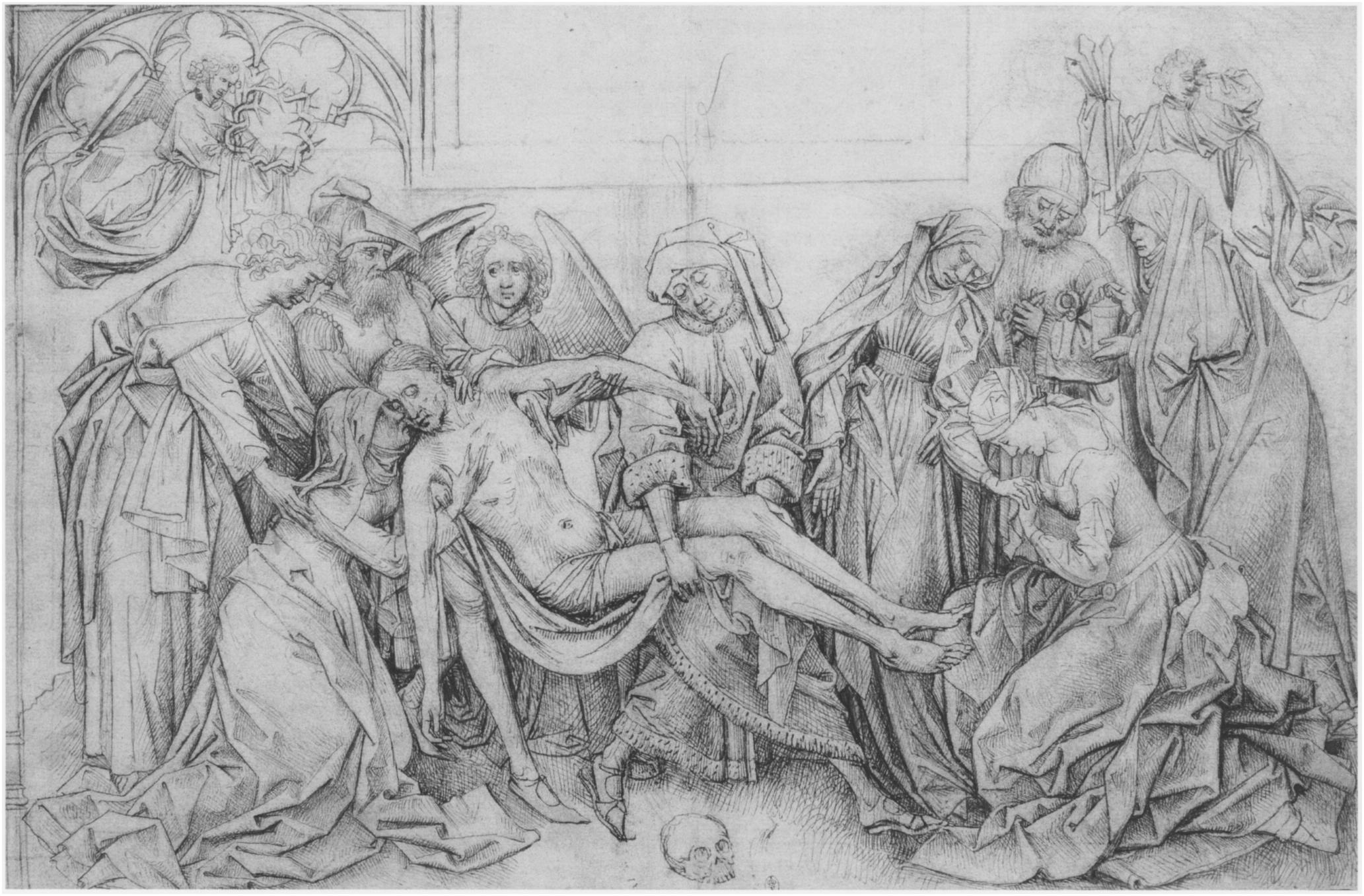
Композиція до «Зняття з хреста», бл. 1460 р., Лувр, Париж

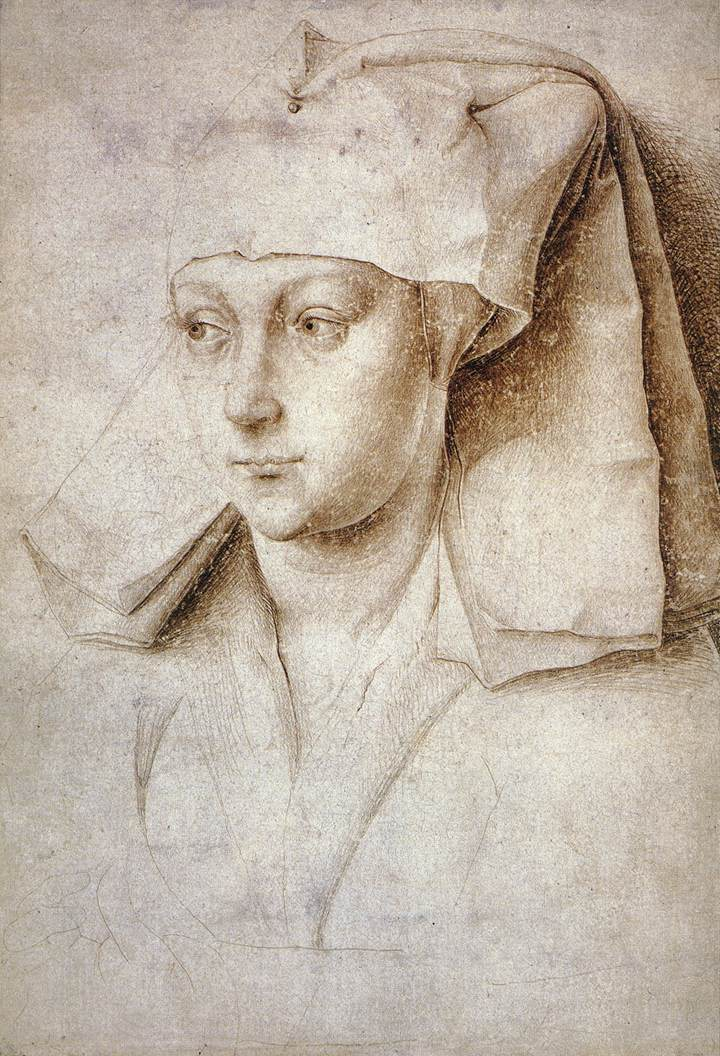
«Жіночий портрет», Британський музей
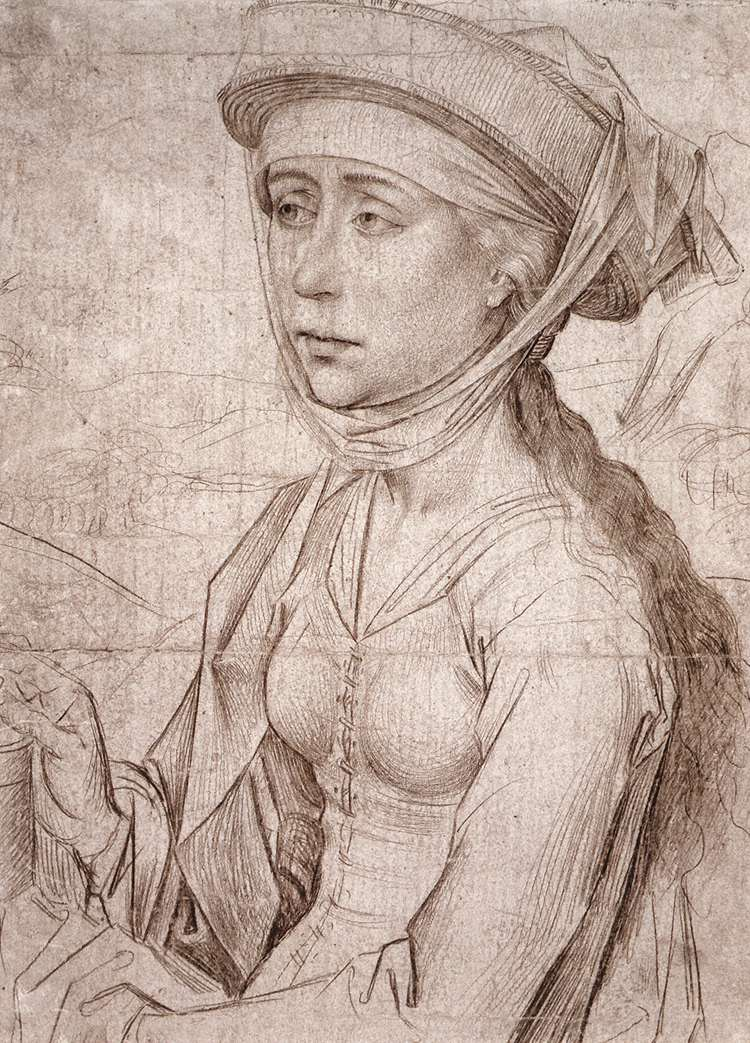
Замальовка до образу Марії Магдалини, Британський музей
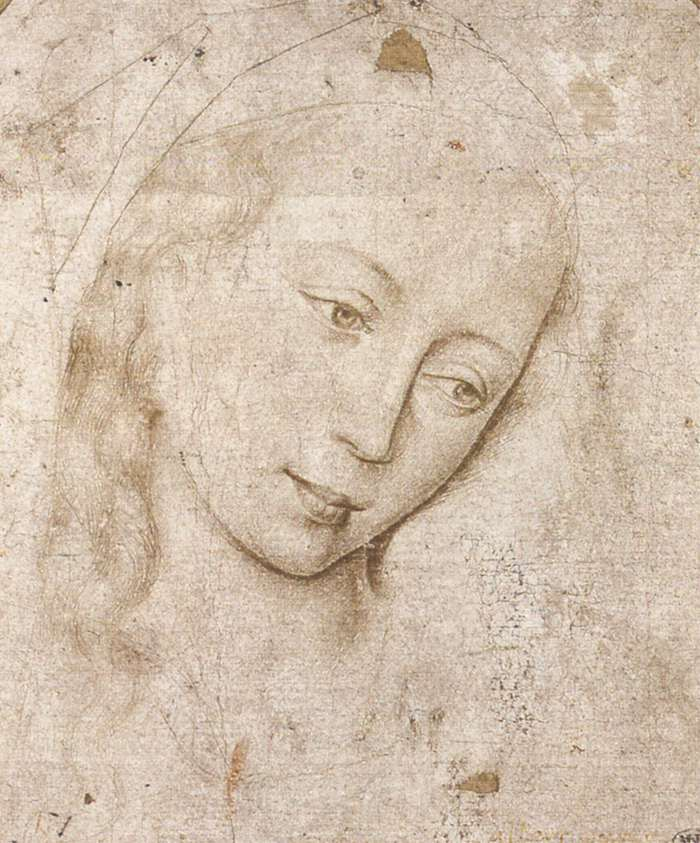
«Жіноча голівка до образу мадонни», Лувр, Париж
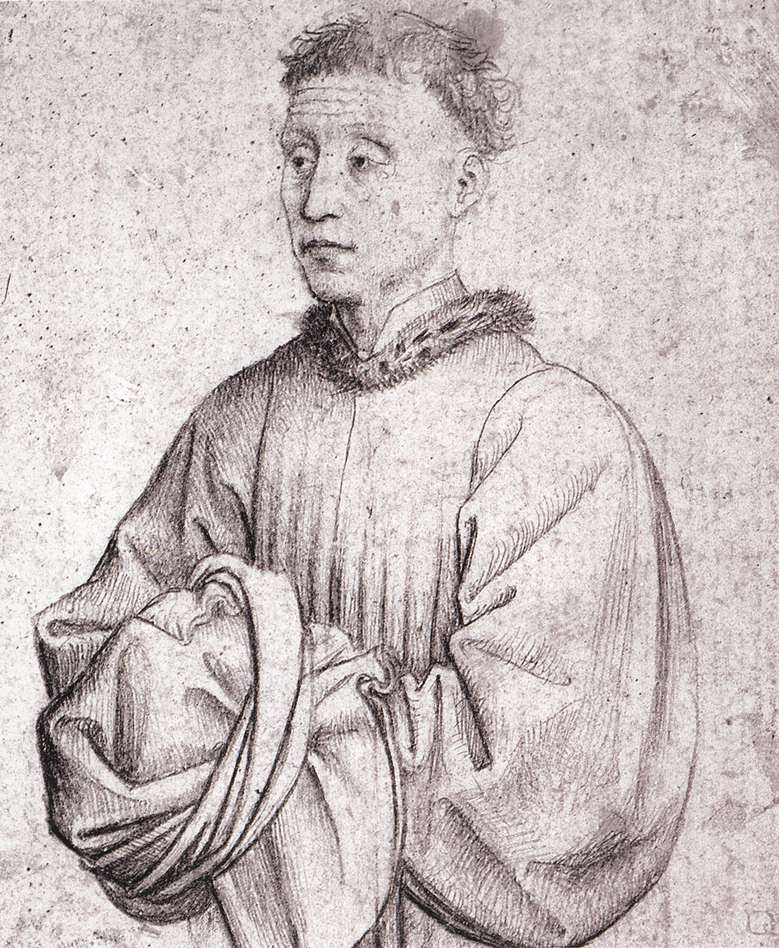
Штудія до портрету молодика, Берлінська картинна галерея